# Platystele beatricis
Platystele beatricis är en orkidéart som beskrevs av Pedro Ortiz Valdivieso. Platystele beatricis ingår i släktet Platystele och familjen orkidéer. Inga underarter finns listade i Catalogue of Life.